# بهار گوونچ
بهار گوونچ (انگلیسی: Bahar Güvenç؛ زادهٔ ۱۵ ژانویهٔ ۱۹۹۷) بازیکن فوتبال اهل ترکیه است.
وی همچنین در تیم‌های ملی فوتبال Turkey women's national under-17 football team, Turkey women's national under-19 football team، و زنان ترکیه بازی کرده‌است.